# Spelaeoblatta thamfaranga
Spelaeoblatta thamfaranga är en kackerlacksart som beskrevs av Roth, L. M. 1994. Spelaeoblatta thamfaranga ingår i släktet Spelaeoblatta och familjen Nocticolidae.
Artens utbredningsområde är Thailand. Inga underarter finns listade i Catalogue of Life.